# Quercus convallata
Quercus convallata — вид рослин з родини букових (Fagaceae), поширений у центральних і частково західних областях Мексики.

## Опис
Це кущ до 3 метрів або невелике дерево 10–15 метрів заввишки. Кора темно-сіра, потріпана квадратними пластинами. Гілочки спочатку жовтуваті, потім стають темнішими, досить щільно волохаті; є сочевички. Листки опадні, шкірясті, зворотно-яйцюваті або від довгастих до еліптично-зворотно-яйцюватих, 5–12 × 3–6 см; верхівка тупа; основа тупа до серцеподібної, іноді коса; край товстий, плоский, зубчастий; верх світло-зелений або оливково-зелений, злегка блискучий, зі стійким запушенням; низ блідіший, запушений; ніжка стійко запушена, 5–15 мм. Тичинкові сережки завдовжки 4–6 см, із численними квітками. Жолуді поодинокі або до 3, завдовжки 10–18 мм; чашечка охоплює 1/3 горіха, із запушеними лусочками; дозрівають першого року в липні.

## Середовище проживання
Поширений у Мексиці (Дуранго, Наярит, Халіско, Сакатекас). Росте на скелястих пагорбах у відносно сухих відкритих дубових або сосново-дубових лісах; на висотах від 2000 до 2500 метрів.

## Використання й загрози
Цей вид використовується місцево для дров. Загрози невідомі.